# Cristina Szalay de Wiedemann
Cristina Szalay de Wiedemann (Varsovia) fue una artista plástica colombo-polaca especializada en retratos. Realizó labores de restauración de obras de arte en Colombia. Participó en el IX Salón Anual de Artistas Colombianos y en el Primer Salón de Pintoras Colombianas o Residentes en Colombia.

## Biografía
Cristina Szalay nació en Varsovia, Polonia en el siglo XX. En 1942 llegó a Bogotá y en 1953 contrajo matrimonio con Guillermo Wiedemann.

### Trayectoria
Estudió pintura en su ciudad natal y posteriormente se especializó en Viena con Seeligmann. En Berlín continuó sus estudios con el retratista Willi Jaeckel. En Bogotá realizó su primera exposición individual de retratos en el Museo Nacional en 1949. Ya para el año 1952 participó en el IX Salón Anual de Artistas Colombianos con la témpera: Blusa Amarilla. 1952 - 1964.  Años más tarde en 1957 hizo parte del Primer Salón de Pintoras Colombianas o Residentes en Colombia organizado por Marta Traba en las instalaciones de la Compañía Colombiana de Seguros junto a otras artistas como Sofía Urrutia, Lucy Tejada, Teresa Tejada, Marcela Samper, Judith Márquez, Colette Magaud, Margarita Lozano y Elsa de Narváez. También se destacó en su trabajó como restauradora del Museo Nacional de Colombia.

## Obras
- Blusa Amarilla
- A Young Man

## Exposiciones
- 1952 participó en el IX Salón Anual de Artistas Colombianos
- 1957 participó en el Primer Salón de Pintoras Colombianas o Residentes en Colombia